# 親衛隊第49裝甲擲彈兵旅
親衛隊第49裝甲擲彈兵旅（德語：SS Panzergrenadier Brigade 49）是納粹德國武裝親衛隊的一個裝甲擲彈兵旅，於1944年6月自第1與第2親衛隊戰鬥群（SS Kampfgruppen）合併而成，僅具備團級實力。自1944年6月16日起，該旅先後輾轉威登堡-馬德堡-威登堡-新明斯特-倫茨堡-弗倫斯堡後被佈署到丹麥。在盟軍從諾曼底橋頭堡突圍後，該旅被部署在法國香檳地區，並於1944年8月10日為迷惑盟軍而改名為親衛隊第26裝甲師，9月8日被併入親衛隊第17「古茲·馮·伯利辛根」裝甲擲彈兵師。

## 旅長
- 馬庫斯·法烏爾哈貝爾（Markus Faulhaber）突擊隊大隊領袖暨武裝親衛隊少校（1944年6月11日至9月2日）

## 編制
- 親衛隊第49摩托化旅第1營（I./SS-Panzergrenadier-Brigade 49）
- 親衛隊第49摩托化旅第2營（II./SS-Panzergrenadier-Brigade 49）
- 親衛隊第49摩托化旅第3營（III./SS-Panzergrenadier-Brigade 49）
- 親衛隊第49炮兵營（SS-Artillerie-Abteilung 49）
- 親衛隊第49防空炮兵連（SS-Flak-Kompanie 49）
- 親衛隊第49工兵連（SS-Pionier-Kompanie 49）
- 親衛隊第49運輸連（SS-Kraftfahr-Kompanie 49）

## 資料來源
1. ↑  . www.lexikon-der-wehrmacht.de.   [2022-05-15]. （原始内容存档于2022-01-19） （德语）.
2. ↑  Jason Pipes. . FeldGrau.com.   [2016-06-23]. （原始内容存档于2016-03-09） （英语）.